# (11203) Danielbetten
(11203) Danielbetten (1999 FV26) – planetoida z grupy pasa głównego asteroid okrążająca Słońce w ciągu 3,5 lat w średniej odległości 2,31 j.a. Odkryta 19 marca 1999 roku.